# Jan Slowiak
Jan Slowiak (* 7. července 1968, Praha) je český basketbalový trenér. V roce 2009 byl jmenován hlavním trenérem reprezentačního družstva mužů U20. Od roku 2009 je trenérem družstva NBL BK Synthesia Pardubice. Je ženatý. V současné době je sportovním manažerem BK Slavia Praha.